# Grass Valley (Californië)
Grass Valley is een stadje in Nevada County in Californië, VS.

## Geografie
De coördinaten van de plaats zijn 39°22'09″ noorderbreedte, 121°03'30″ westerlingte en ligt bij de grens met Nevada. De oppervlakte is 10,6 km², het aantal inwoners 12.000 (2004).

## Geschiedenis
Grass Valley is gesticht ten tijde van de goudkoorts. De Empire Mine, ooit een van de rijkste goudmijnen van Californië, is nu een historische attractie.
Bekende burgers van Grass Valley waren de danseres Lola Montez, actrice Lotta Crabtree, filosoof Josiah Royce, atlete Ethel Catherwood, testpiloot Chuck Yeager en acteur Jeremy Sisto.
Verder moet de aviateur Lyman Gilmore genoemd worden, die een stoomvliegtuig construeerde en beweerde daarmee in 1902 nabij Grass Valley een succesvolle vlucht te hebben gemaakt, eerder dan de gebroeders Wright.

## Plaatsen in de nabije omgeving
De onderstaande figuur toont nabijgelegen plaatsen in een straal van 24 km rond Grass Valley.